# Copa Mundial Femenina de Rugby de 2017
La Copa Mundial de Rugby Femenino de 2017 fue la octava edición del campeonato más importante de rugby para las mujeres. Se desarrolló en las ciudades de Dublín y Belfast, Irlanda. Las fases de grupos se disputaron en el University College de Dublin, mientras que las semifinales y las finales se llevaron a cabo en Queen's University y el Kingspan Stadium en Belfast.
El torneo tiene lugar sólo tres años después del anterior campeonato mundial, debido a que la World Rugby quiso evitar que la competencia se disputará al mismo tiempo que otros acontecimientos deportivos. El torneo regresará a un ciclo de cuatro años luego de la edición de 2017.

## Elección de la sede
El 2 de marzo de 2015 se anunció que la Unión de Fútbol de Rugby irlandesa se había postulado para ser anfitriona del Mundial de Rugby Femenino de agosto de 2017. Irlanda resultó ser la única ciudad candidata para realizar el evento, y el 13 de mayo de 2015 fue designada oficialmente como anfitrión de la competencia en las ciudades de Dublín y Belfast.
El 4 de junio de 2015 Garrett Tubridy fue nombrado director del torneo.

## Clasificación
Irlanda, como nación anfitriona, se clasificó automáticamente. Seis países (Inglaterra, Canadá, Francia, Nueva Zelanda, Estados Unidos y Australia) accedieron automáticamente al acabar entre los siete primeros puestos en la Copa Mundial de Rugby de 2014. Italia y Gales lograron su clasificación al ser los dos países mejor posicionados en el torneo Seis Naciones femenino de 2016  luego de Francia, Inglaterra e Irlanda. Los otros tres participantes (Hong Kong, España y Japón) obtuvieron su clasificación a finales de 2016.

### Equipos participantes
| Europa                                                                                                  | América                   | Oceanía                     | Asia                            |
| --- | ------------------------- | --------------------------- | ------------------------------- |
| - Irlanda (Anfitrión) - Inglaterra - Francia - Italia (Europa 1) - Gales (Europa 2) - España (Europa 3) | - Estados Unidos - Canadá | - Nueva Zelanda - Australia | - Japón - Hong Kong (Repechaje) |

## Fase de grupos
El sorteo de grupos tuvo lugar el 9 de noviembre de 2016 en Belfast.
El torneo está formado por 12 equipos divididos en tres grupos de cuatro integrantes. Los ganadores de cada grupo más el mejor segundo avanzan a las semifinales.

### Grupo A
| Equipo        | J | G | E | P | TF | GF  | GC  | DG   | BP | PTS |
| ------------- | - | - | - | - | -- | --- | --- | ---- | -- | --- |
| Nueva Zelanda | 3 | 3 | 0 | 0 | 35 | 213 | 17  | +196 | 3  | 15  |
| Canadá        | 3 | 2 | 0 | 1 | 26 | 118 | 48  | +70  | 1  | 9   |
| Gales         | 3 | 1 | 0 | 2 | 9  | 51  | 74  | -23  | 1  | 5   |
| Hong Kong     | 3 | 0 | 0 | 3 | 2  | 15  | 258 | -243 | 0  | 0   |

#### Partidos del grupo A
| Fecha 1 - 9 de agosto | Gales                                    | 12 – 44 | Nueva Zelanda                                                                        | Billings Park UCD, Dublin |                         |
|                       | Tries: Harries Clay Conversión: Snowsill | Reporte | Tries: Winiata (3) Wickliffe (2) Waaka Woodman Blackwell Conversiones: Cocksedge (2) | Árbitro(s): Ian Tempest   | Árbitro(s): Ian Tempest |

| Fecha 1 - 9 de agosto | Canadá | 98 – 0  | Hong Kong | Billings Park UCD, Dublin |                         |
|                       | Tries: Harvey (5) Russell (3) Burk (2) Thornborough (2) Waters Alarie Tessier Conversiones: Harvey (8) Miller | Reporte |           | Árbitro(s): Joy Neville   | Árbitro(s): Joy Neville |

| Fecha 2 - 13 de agosto | Hong Kong | 0 – 121 | Nueva Zelanda | Billings Park UCD, Dublin |                      |
|                        |           | Reporte | Tries: Woodman (8) Fitzpatrick (2) Hohepa Brazier Cocksedge Tubic Alley McMenamin Waaka Ketu Talawadua Conversiones: Cocksedge (13) | Árbitro(s): Sara Cox      | Árbitro(s): Sara Cox |

| Fecha 2 - 13 de agosto | Canadá                                                   | 15 – 0  | Gales | Billings Park UCD, Dublin  |                            |
|                        | Tries: Harvey Josephson Conversión: Harvey Penal: Harvey | Reporte |       | Árbitro(s): Sean Gallagher | Árbitro(s): Sean Gallagher |

| Fecha 3 - 17 de agosto | Canadá        | 5 – 48  | Nueva Zelanda                                                                                   | Billings Park UCD, Dublin   |                             |
|                        | Try: Grusnick | Reporte | Tries: Itunu (3) Faamausili Winiata Brazier Wickliffe Waaka Conversiones: Cocksedge (3) Brazier | Árbitro(s): Alhambra Nievas | Árbitro(s): Alhambra Nievas |

| Fecha 3 - 17 de agosto | Hong Kong                                                  | 15 – 39 | Gales                                                                                             | UCD Bowl, Dublin           |                            |
|                        | Tries: Olson-Thorne Chong Conversión: Garvey Penal: Garvey | Reporte | Tries: Kavanagh-Williams (2) Harries (2) Powell-Hughes Phillips Joyce Conversiones: Wilkins Evans | Árbitro(s): Sean Gallagher | Árbitro(s): Sean Gallagher |

### Grupo B
| Equipo         | J | G | E | P | TF | GF  | GC  | DG   | BP | PTS |
| -------------- | - | - | - | - | -- | --- | --- | ---- | -- | --- |
| Inglaterra     | 3 | 3 | 0 | 0 | 26 | 159 | 44  | +115 | 3  | 15  |
| Estados Unidos | 3 | 2 | 0 | 1 | 14 | 93  | 59  | +34  | 3  | 11  |
| España         | 3 | 1 | 0 | 2 | 4  | 27  | 107 | -80  | 0  | 4   |
| Italia         | 3 | 0 | 0 | 3 | 5  | 33  | 102 | -69  | 0  | 0   |

#### Partidos del grupo B
| Fecha 1 - 9 de agosto | España     | 5 – 56  | Inglaterra                                                                                                | UCD Bowl, Dublin                 |                                  |
|                       | Try: Gasso | Reporte | Tries: Wilson (4) Scarratt Millar-Mills Matthews Thompson Cokayne Jones Conversiones: Mclean (2) Scarratt | Árbitro(s): Aimee Barrett-Theron | Árbitro(s): Aimee Barrett-Theron |

| Fecha 1 - 9 de agosto | Estados Unidos                                                 | 24 – 12 | Italia                                         | UCD Bowl, Dublin            |                             |
|                       | Tries: Thomas (2) Rozier Gustaitis Conversiones: Rozier Kelter | Reporte | Tries: Giordano Cammarano Conversión: Schiavon | Árbitro(s): Alhambra Nievas | Árbitro(s): Alhambra Nievas |

| Fecha 2 - 13 de agosto | Inglaterra | 56 – 13 | Italia                                  | Billings Park UCD, Dublin |                       |
|                        | Tries: Waterman (2) Scarratt (2) Thompson (2) Taylor Matthews Wilson Hardy Cokayne Conversiones: Scarratt (2) Reed | Reporte | Tries: Giordano Magatti Penal: Schiavon | Árbitro(s): Tim Baker     | Árbitro(s): Tim Baker |

| Fecha 2 - 13 de agosto | España | 0 – 43  | Estados Unidos                                                                 | UCD Bowl, Dublin           |                            |
|                        |        | Reporte | Tries: Tapper (2) Javelet Emba Rogers Gray Try penal: Conversiones: Kelter (3) | Árbitro(s): Claire Hodnett | Árbitro(s): Claire Hodnett |

| Fecha 3 - 17 de agosto | Estados Unidos                                                    | 26 – 47 | Inglaterra                                                                                   | Billings Park UCD, Dublin |                         |
|                        | Tries: Thomas Zackary Tapper Emba Conversiones: Kelter (2) Rozier | Reporte | Tries: Packer (2) Mclean Scarratt Wilson Hardy Cokayne Try penal: Conversiones: Scarratt (5) | Árbitro(s): Joy Neville   | Árbitro(s): Joy Neville |

| Fecha 3 - 17 de agosto | España                                                                             | 22 – 8  | Italia                       | UCD Bowl, Dublin     |                      |
|                        | Tries: Bravo Echebarria Fernández de Corres Conversiones: Garcia (2) Penal: Garcia | Reporte | Try: Barattin Penal: Sillari | Árbitro(s): Sara Cox | Árbitro(s): Sara Cox |

### Grupo C
| Equipo    | J | G | E | P | TF | GF  | GC  | DG   | BP | PTS |
| --------- | - | - | - | - | -- | --- | --- | ---- | -- | --- |
| Francia   | 3 | 3 | 0 | 0 | 30 | 141 | 19  | +122 | 2  | 14  |
| Irlanda   | 3 | 2 | 0 | 1 | 9  | 48  | 52  | -4   | 0  | 8   |
| Australia | 3 | 1 | 0 | 2 | 8  | 46  | 82  | -36  | 2  | 6   |
| Japón     | 3 | 0 | 0 | 3 | 6  | 33  | 125 | -92  | 0  | 0   |

#### Partidos del grupo C
| Fecha 1 - 9 de agosto | Australia                                    | 17 – 19 | Irlanda                                                   | UCD Bowl, Dublin      |                       |
|                       | Tries: Parry Murphy Samoa Conversión: Hewson | Reporte | Tries: Muldoon Spence Griffin Conversiones: Stapleton (2) | Árbitro(s): Tim Baker | Árbitro(s): Tim Baker |

| Fecha 1 - 9 de agosto | Francia | 72 – 14 | Japón                                                   | Billings Park UCD, Dublin |                           |
|                       | Tries: Ladagnous (3) Guiglion (2) Menaguer (2) Deshayes (2) Mayans Boujard Amedee Conversiones: Amedee (4) Drouin (2) | Reporte | Tries: Bogidraumainadave Noda Conversiones: Shimizu (2) | Árbitro(s): Graham Cooper | Árbitro(s): Graham Cooper |

| Fecha 2 - 13 de agosto | Irlanda                                                                    | 24 – 14 | Japón                                       | UCD Bowl, Dublin        |                         |
|                        | Tries: Fitzpatrick (2) Miller Conversiones: Stapleton (3) Penal: Stapleton | Reporte | Try: Shimizu Try penal: Conversión: Shimizu | Árbitro(s): Ian Tempest | Árbitro(s): Ian Tempest |

| Fecha 2 - 13 de agosto | Australia | 0 – 48  | Francia                                                                               | UCD Bowl, Dublin                 |                                  |
|                        |           | Reporte | Tries: Izar (3) Pelle (2) Mignot Forlani Menaguer Conversiones: Abadie (2) Amedee (2) | Árbitro(s): Aimee Barrett-Theron | Árbitro(s): Aimee Barrett-Theron |

| Fecha 3 - 17 de agosto | Australia                                                               | 29 – 15 | Japón                       | Billings Park UCD, Dublin  |                            |
|                        | Tries: Treherne (2) Murphy Marsters Hamilton Conversiones: Treherne (2) | Reporte | Tries: Takano Kurogi Minami | Árbitro(s): Claire Hodnett | Árbitro(s): Claire Hodnett |

| Fecha 3 - 17 de agosto | Francia                                                     | 21 – 5  | Irlanda      | UCD Bowl, Dublin          |                           |
|                        | Tries: Ladagnous (2) Menaguer Conversiones: Amedee (2) Izar | Reporte | Try: Moloney | Árbitro(s): Graham Cooper | Árbitro(s): Graham Cooper |

### Ranking después de la fase de grupos
Tras la finalización de la fase de grupos, se establece la posición de los equipos en primer lugar según su ubicación dentro de su grupo y a continuación según los puntos conseguidos en la competición. Los cuatro primeros equipos pasan a disputar las semifinales por el título, los clasificados entre las posiciones 5 y 8 se disputan los puestos del 5.º al 8.º, y los últimos cuatro países ubicados entre el 9 y el 12 compiten por los puestos del 9.º al 12.º.
| Pos. | Equipo         | J  | G | E | P | TF | GF  | GC  | DG   | BP | PTS |
| ---- | -------------- | -- | - | - | - | -- | --- | --- | ---- | -- | --- |
| 1    | Nueva Zelanda  | A1 | 3 | 0 | 0 | 35 | 213 | 17  | +196 | 3  | 15  |
| 2    | Inglaterra     | B1 | 3 | 0 | 0 | 26 | 159 | 44  | +114 | 3  | 15  |
| 3    | Francia        | C1 | 3 | 0 | 0 | 30 | 141 | 19  | +122 | 2  | 14  |
| 4    | Estados Unidos | B2 | 2 | 0 | 1 | 14 | 93  | 59  | +34  | 3  | 11  |
| 5    | Canadá         | A2 | 2 | 0 | 1 | 26 | 118 | 48  | +70  | 1  | 9   |
| 6    | Irlanda        | C2 | 2 | 0 | 1 | 9  | 48  | 52  | -4   | 0  | 8   |
| 7    | Australia      | C3 | 1 | 0 | 2 | 8  | 46  | 82  | -36  | 2  | 6   |
| 8    | Gales          | A3 | 1 | 0 | 2 | 9  | 51  | 74  | -23  | 1  | 5   |
| 9    | España         | B3 | 1 | 0 | 2 | 4  | 27  | 107 | -80  | 0  | 4   |
| 10   | Italia         | B4 | 0 | 0 | 3 | 5  | 33  | 102 | -69  | 0  | 0   |
| 11   | Japón          | C4 | 0 | 0 | 3 | 6  | 33  | 125 | -92  | 0  | 0   |
| 12   | Hong Kong      | A4 | 0 | 0 | 3 | 2  | 15  | 258 | -243 | 0  | 0   |

## Fase final

### Clasificación del 9.º al 12.º puesto
|  | Semifinales 9.º al 12.º puesto | Semifinales 9.º al 12.º puesto |    |           | Partido 9.º y 10.º puesto  | Partido 9.º y 10.º puesto |  |
|  |                                |                                |    |           |                            |                           |  |
|  |                                |                                |    |           |                            |                           |  |
|  | España                         | 31                             |    |           |                            |                           |  |
|  | Hong Kong                      | 7                              |    |           |                            |                           |  |
|  |                                |                                |    |           |                            |                           |  |
|  |                                |                                |    |           |                            |                           |  |
|  |                                |                                |    |           | España                     | 15                        |  |
|  |                                | Italia                         | 20 |           |                            |                           |  |
|  |                                |                                |    |           |                            |                           |  |
|  |                                |                                |    |           |                            |                           |  |
|  |                                |                                |    |           | Partido 11.º y 12.º puesto |                           |  |
|  |                                |                                |    |           |                            |                           |  |
|  | Italia                         | 22                             |    | Hong Kong | 5                          |                           |  |
|  | Japón                          | 0                              |    |           | Japón                      | 44                        |  |

#### Semifinales por el 9.º al 12.º puesto
| 22 de agosto de 2017 | España                                                               | 31 – 7  | Hong Kong                               | Queen's University, Belfast |                      |
|                      | Tries: Del Pan Rico Echebarria Meliz Erbina Conversiones: Garcia (3) | Reporte | Tries: Hopewell-Fong Conversión: Garvey | Árbitro(s): Sara Cox        | Árbitro(s): Sara Cox |

| 22 de agosto de 2017 | Italia                                                | 22 – 0  | Japón | Queen's University, Belfast |                       |
|                      | Tries: Bettoni Stefan Sillari (2) Conversión: Sillari | Reporte |       | Árbitro(s): Tim Baker       | Árbitro(s): Tim Baker |

#### Partido por el 11.º y 12.º puesto
| 26 de agosto de 2017 | Hong Kong | 5 – 44  | Japón                                                                               | Queen's University, Belfast      |                                  |
|                      | Tries: So | Reporte | Tries: Tomita Tsutsumi Sakurai Shimizu (2) Suzuki Kato Conversiones: Shimizu Tasaka | Árbitro(s): Aimee Barrett-Theron | Árbitro(s): Aimee Barrett-Theron |

#### Partido por el 9.º y 10.º puesto
| 26 de agosto de 2017 | España                                                     | 15 – 20 | Italia                                                            | Queen's University, Belfast |                            |
|                      | Tries: Del Pan Echebarria Conversión: Garcia Penal: Garcia | Reporte | Tries: Sillari Stefan Barattin Conversión: Sillari Penal: Sillari | Árbitro(s): Sean Gallagher  | Árbitro(s): Sean Gallagher |

### Clasificación del 5.º al 8.º puesto
|  | Semifinales 5.º al 8.º puesto | Semifinales 5.º al 8.º puesto |    |         | Partido 5.º y 6.º puesto | Partido 5.º y 6.º puesto |  |
|  |                               |                               |    |         |                          |                          |  |
|  |                               |                               |    |         |                          |                          |  |
|  | Irlanda                       | 24                            |    |         |                          |                          |  |
|  | Australia                     | 36                            |    |         |                          |                          |  |
|  |                               |                               |    |         |                          |                          |  |
|  |                               |                               |    |         |                          |                          |  |
|  |                               |                               |    |         | Australia                | 12                       |  |
|  |                               | Canadá                        | 43 |         |                          |                          |  |
|  |                               |                               |    |         |                          |                          |  |
|  |                               |                               |    |         |                          |                          |  |
|  |                               |                               |    |         | Partido 7.º y 8.º puesto |                          |  |
|  |                               |                               |    |         |                          |                          |  |
|  | Canadá                        | 52                            |    | Irlanda | 17                       |                          |  |
|  | Gales                         | 0                             |    |         | Gales                    | 27                       |  |

#### Semifinales por el 5.º al 8.º puesto
| 22 de agosto de 2017 | Irlanda                                                               | 24 – 36 | Australia                                                                         | Estadio Kingspan, Belfast |                         |
|                      | Tries: Miller Egan Spence Fitzpatrick Conversiones: Stapleton Tyrrell | Reporte | Tries: Williams Murphy Riordan Samoa Boyle Conversiones: Hewson (4) Penal: Hewson | Árbitro(s): Ian Tempest   | Árbitro(s): Ian Tempest |

| 22 de agosto de 2017 | Canadá                                                                          | 52 – 0  | Gales | Queen's University, Belfast      |                                  |
|                      | Tries: Mervin Grusnick Alarie (2) Paquin Nelles Miller Conversiones: Miller (5) | Reporte |       | Árbitro(s): Aimee Barrett-Theron | Árbitro(s): Aimee Barrett-Theron |

#### Partido por el 7.º y 8.º puesto
| 26 de agosto de 2017 | Irlanda                                                 | 17 – 27 | Gales                                                                                 | Estadio Kingspan, Belfast  |                            |
|                      | Tries: Fitzpatrick Peat Fitzhenry Conversión: Stapleton | Reporte | Tries: Thomas Harries Phillips Powell-Hughes Conversiones: Wilkins (2) Penal: Wilkins | Árbitro(s): Claire Hodnett | Árbitro(s): Claire Hodnett |

#### Partido por el 5.º y 6.º puesto
| 26 de agosto de 2017 | Australia                              | 12 – 43 | Canadá                                                                                      | Queen's University, Belfast |                      |
|                      | Tries: Riordan Patu Conversión: Hewson | Reporte | Tries: Zussman (2) Thornborough Alarie (2) Paquin Russell Conversiones: Miller (2) Burk (2) | Árbitro(s): Sara Cox        | Árbitro(s): Sara Cox |

### Clasificación del 1.º al 4.º puesto
|  | Semifinales    | Semifinales |    |                | Final                    | Final |  |
|  |                |             |    |                |                          |       |  |
|  |                |             |    |                |                          |       |  |
|  | Nueva Zelanda  | 45          |    |                |                          |       |  |
|  | Estados Unidos | 12          |    |                |                          |       |  |
|  |                |             |    |                |                          |       |  |
|  |                |             |    |                |                          |       |  |
|  |                |             |    |                | Nueva Zelanda            | 41    |  |
|  |                | Inglaterra  | 32 |                |                          |       |  |
|  |                |             |    |                |                          |       |  |
|  |                |             |    |                |                          |       |  |
|  |                |             |    |                | Partido 3.º y 4.º puesto |       |  |
|  |                |             |    |                |                          |       |  |
|  | Inglaterra     | 20          |    | Estados Unidos | 23                       |       |  |
|  | Francia        | 3           |    |                | Francia                  | 31    |  |

#### Semifinales
| 22 de agosto de 2017 | Nueva Zelanda | 45 – 12 | Estados Unidos                                      | Estadio Kingspan, Belfast            |                                      |
|                      | Tries: Subritzky-Nafatali 3' Woodman 25', 48', 62', 71' Ngata-Aerengamate 75' Brazier 77' Conversiones: Cocksedge (2) 26', 78' Penales: Cocksedge (2) 19', 55' | Reporte | Tries: 15' Thomas 58' Kelter Conversión: 17' Kelter | Árbitro(s): Alhambra Nievas (España) | Árbitro(s): Alhambra Nievas (España) |

| 22 de agosto de 2017 | Inglaterra                                                                                   | 20 – 3  | Francia         | Estadio Kingspan, Belfast             |                                       |
|                      | Tries: Bern 61' Jones 81' Conversiones: Scarratt (2) 62', 82' Penales: Scarratt (2) 17', 52' | Reporte | Penal: 37' Izar | Árbitro(s): Graham Cooper (Australia) | Árbitro(s): Graham Cooper (Australia) |

#### Partido por el 3.º y 4.º puesto
| 26 de agosto de 2017 | Estados Unidos                                                     | 23 – 31 | Francia                                                                    | Estadio Kingspan, Belfast |                       |
|                      | Tries: Gustaitis Emba Conversiones: Kelter (2) Penales: Kelter (3) | Reporte | Tries: Corson Mayans Mignot Le Pesq Annery Conversiones: Amedee (2) Drouin | Árbitro(s): Tim Baker     | Árbitro(s): Tim Baker |

#### Final
| 26 de agosto de 2017 | Nueva Zelanda                                                            | 41 – 32 | Inglaterra                                                                                 | Estadio Kingspan, Belfast |                         |
|                      | Tries: Winiata (2) Natua (3) Smith Cocksedge Conversiones: Cocksedge (3) | Reporte | Tries: Thompson (2) Noel-Smith Try penal: Conversiones: Scarratt (2) Penales: Scarratt (2) | Árbitro(s): Joy Neville   | Árbitro(s): Joy Neville |

## Estadísticas[10]

### Máximas anotadoras
| Puesto | Jugador          | Equipo         | Puntos | Tries | Conv. | Penales | Drops |
| ------ | ---------------- | -------------- | ------ | ----- | ----- | ------- | ----- |
| 1      | Portia Woodman   | Nueva Zelanda  | 65     | 13    | 0     | 0       | 0     |
| 2      | Kendra Cocksedge | Nueva Zelanda  | 62     | 2     | 23    | 2       | 0     |
| 3      | Emily Scarratt   | Inglaterra     | 56     | 4     | 12    | 4       | 0     |
| 4      | Magali Harvey    | Canadá         | 51     | 6     | 9     | 1       | 0     |
| 5      | Alev Kelter      | Estados Unidos | 32     | 1     | 9     | 3       | 0     |

- Conv = conversiones
- Pen = penales.

### Máximas anotadoras de tries
| Jugadora           | Selección     | Tries |
| ------------------ | ------------- | ----- |
| Portia Woodman     | Nueva Zelanda | 13    |
| Elissa Alarie      | Canadá        | 6     |
| Magali Harvey      | Canadá        | 6     |
| Selica Winiata     | Nueva Zelanda | 6     |
| Caroline Ladagnous | Francia       | 5     |